# 신강교통
신강교통(新江交通)은 대한민국 인천광역시의 시내버스 회사다.

## 연혁
- 2012년 7월 2일 : 대한민국 인천광역시 부평구 경인로 1144, 3층에서 자본금 3억원으로 설립
- 2012년 11월 8일 : 본사를 대한민국 인천광역시 서구 봉수대로 1278로 이전
- 2015년 3월 10일 : 본사를 현 위치인 대한민국 인천광역시 서구 원당대로206번길 11-8으로 이전
- 2020년 8월 1일 : 시외좌석버스 790번 한정면허 종료 및 준공영제 편입 등의 사유로 인천광역시 소재 부성여객으로 노선 양도

## 현황
인천시 소재 신강교통은 광역버스 5개 노선을 운행하고 있다.

## 운행 노선

### 광역버스
| 운행 노선 | 운행 구간     | 운행 구간 | 운행 구간          | 배차 간격(분) | 인가 대수 | 비고                                    |
| --------- | ------------- | --------- | ------------------ | ------------- | --------- | --------------------------------------- |
| 1100번    | 금오동        | ↔         | 서울역             | 15 - 20       | 15        | 인천시 소재 삼화고속에서 양도 받은 노선 |
| 1101번    | 풍림2차       | ↔         | 서울역             | 20 - 60       | 9         | 인천시 소재 삼화고속에서 양도 받은 노선 |
| 1601번    | 인하대후문    | ↔         | 서울역             | 25 - 30       | 12        | 인천시 소재 삼화고속에서 양도 받은 노선 |
| 9501번    | 1차풍림아이원 | ↔         | 시민의숲양재꽃시장 | 15 - 20       | 16        | 인천시 소재 삼화고속에서 양도 받은 노선 |
| 9802번    | 1차풍림아이원 | ↔         | 시민의숲양재꽃시장 | 30 - 40       | 10        | 인천시 소재 삼화고속에서 양도 받은 노선 |

### 국토교통부의 광역급행버스
- ● M6457번 : 검암역로열파크씨티푸르지오1단지 - 독정역 - 서구영어마을 - 아라동행정복지센터 - 유현사거리 - 고속터미널 - 반포역 - 논현역 - 신논현역, 우신빌딩 - 강남역도시에빛, 강남역4번출구 (2024년 5월 10일 신설노선)
- ● M6659번 : 검단초등학교 - 불로대곡동행정복지센터 - 파라곤보타닉파크 - 이음5로.우미린더시그니처 - 인천외국어마을.파라곤센트럴 - 이음대로.디에트르더펠리체 - 염창역.서울도시가스 - 당산역 - 여의도환승센터 (2025년 4월 23일 신설노선)

## 이전 보유 노선
- ● 790번 : 옹진군청 - 영흥도(2020년 8월 1일부로 인천시 소재 부성여객에 노선 양도)
- ● 903번 : 불로동 월드아파트 - 백두아파트 - 검단초등학교 - 검단고등학교 - 검단농협 - 검단1동주민센터 - 마전영남탑스빌아파트 - 동아아파트 - 당하영남탑스빌아파트 - 태평아파트 - 백석고등학교 - 검암중학교 - 서해아파트 - 간재울초등학교 - 서곶치안센터 - 서구보건소 - 극동아파트 - 가정1동주민센터 - 신현쇼핑 - 강남시장 - 우리은행 - 거북시장 - 쌍마아파트 - 석남중학교 - 가좌진주아파트 - 가좌고등학교 - 가좌4동주민센터 - 도축장 - 동암역 - 간석오거리역 7번 출입구 - 올리브백화점 - 구월중학교 - 길병원 - 신세계백화점(인천터미널)(급행버스, 인천시 소재 영종운수에 노선 매각)
- ● 1900번 : 금오동 - 단봉초등학교 - 검단1동주민센터 - 검단초등학교 - 완정초등학교 - 마전동 영남탑스빌 - 마전초등학교 - 당하동 대우푸르지오 - 보람프라자 앞 - 원당4거리 - 유현4거리 - 장기동 - 벌말로 - 올림픽대로 - 양화대교 - 합정역 - 서교동 예식장타운 - 홍대입구역 - 현대백화점 신촌점 - 신촌역 - 이대역 - 아현역 - 충정로역 - 서울역(광역버스, 2012년 7월 30일 광역버스 1100번에 노선 통합)

## 보유 차종
현대자동차
- 뉴 프리미엄 유니버스 스페이스 럭셔리
- 뉴 프리미엄 유니버스 엘레강스 FCEV
- 뉴 프리미엄 유니버스 프라임